# 友だちのうちはどこ?
『友だちのうちはどこ?』（ともだちのうちはどこ、ペルシア語: خانه دوست کجاست ؟、英語: Where Is the Friend's Home?）は、1987年のイランのドラマ映画。監督はアッバス・キアロスタミ。
友だちのノートを間違って家に持ち帰ってしまった少年がノートを返すために友だちの家を探し歩く姿を描いている。

## ストーリー
イラン北部、コケールという村に住む少年アハマッド（ババク・アハマッドプール）。ある朝、彼の友だちであるモハマッド・レダ・ネマツァデ（アハマッド・アハマッドプール）が、宿題をノートに書かなかったことで教師（ホダバフシュ・デファイ）に叱られる。ノートをいとこの家に置いてきてしまったのだと弁解するモハマッドに対し、教師は「同じことをもう一度やったら退学だ」と告げる。
学校から帰宅し、宿題をやろうと鞄を開いたアハマッドは、モハマッドのノートを間違えて持ってきてしまったことに気づく。モハマッドが退学にならないよう、ノートを届けに行こうとするが、母親（イラン・オリタ）は許してくれない。アハマッドは母親の目を盗んで家を出ると、丘を越え、林を抜けてモハマッドの家がある隣村のポシュテに向かうが、モハマッドの家がどこにあるかわからない。偶然出会った級友に「いとこの家なら知っている」と言われてその場所を教えてもらうが、尋ねていった先でいとこがコケールに行ったことを聞き、急いでコケールに戻る。
コケールに着いたアハマッドは、男たちのたまり場でくつろいでいた祖父（ラフィア・ディファイ）に呼び止められ、家から煙草を持って来るように命じられて仕方なく帰宅する。たまり場では男たちが仕事の交渉をしている。戻ってきたアハマッドはその男たちの一人の姓がネマツァデであることを知り、彼がモハマッドの父親ではないかと考え、ロバでポシュテに帰って行く男の後を走って追う。しかし男の家に着くとそこはモハマッドの家ではなかった。
日の暮れたポシュテでアハマッドは木工職人の老人に出会う。老人はモハマッドの家を知っていると言い、道案内をしてくれる。老人はあれこれしゃべりながらゆっくり歩き、「これをノートに挟むといい」と道ばたの一輪の花を摘んで渡してくれるが、早くノートを渡して帰りたいアハマッドは焦る。しかし、老人が連れてきてくれた家はロバに乗っていたあの男の家だった。モハマッドに会えぬまま帰宅したアハマッドは食事もとらずに泣いていたが、やがてノートを開き、宿題を始める。
翌朝の小学校。教師が子どもたちの宿題をひとりずつチェックし始める。ノートに宿題をすることができなかったモハマッドが叱られることを覚悟してうつむいていると、遅刻したアハマッドが教室に入ってくる。アハマッドはモハマッドの隣に座り、「宿題はやっておいたからね」とささやくとモハマッドにノートを返す。すぐに教師がアハマッドの、そしてモハマッドのノートを開いて宿題を確かめ、「よろしい」と告げる。そのノートには前夜老人が渡してくれた一輪の花が挟まれていた。

## キャスト
- アハマッド: ババク・アハマッドプール
- モハマッド・レダ・ネマツァデ: アハマッド・アハマッドプール
- 先生: ホダバフシュ・デファイ
- 母さん: イラン・オリタ
- おじいさん: ラフィア・ディファイ

## 製作
舞台になったのは、カスピ海近辺にあるコケールとポシュテの隣り合った村である。職業俳優をつかわずに撮影をした。本作に始まるコケールを舞台にした『そして人生はつづく』（1992年）、『オリーブの林をぬけて』（1994年）の3作を「コケール・トリロジー」と呼ぶ。主演した職業俳優ではない子役ババク・アハマッドプールは、『オリーブの林をぬけて』にも出演している。

## 作品の評価
1987年、イランの首都テヘランで開催されたファジル国際映画祭で最優秀監督賞をキアロスタミが受賞、本作は審査員特別賞を受賞した。1989年のロカルノ国際映画祭では、キアロスタミが本作で銅豹賞、FIPRESCI賞特別賞、エキュメリック審査員賞特別賞を受賞した。日本では、1993年10月23日に公開され、同年度のキネマ旬報ベストテンで第8位となった。
2005年、英国映画協会（BFI）が選んだ「14歳までに見ておきたい50の映画」の5位にランクインした。キアロスタミが「小津安二郎の大ファン」と公言したことで、小津の国際的な影響はこの映画で決定的となった。